# Wesele Przyprostyńskie
Wesele Przyprostyńskie – zespół regionalny założony w 1938 roku przez Antoninę Woźną w Przyprostyni (gm. Zbąszyń, pow. nowotomyski, woj. wielkopolskie). Celem zespołu było przedstawianie autentycznego wesela chłopskiego, z następującymi po sobie etapami, tańcami regionalnymi i pieśniami. Antonina Woźna wraz z Alfonsem Kowalskim wykorzystali pamięć starszego pokolenia, z którego przedstawicielami przeprowadzali wywiady.
Występy stanowiły pokaz miejscowego, granicznego folkloru i manifestację patriotyzmu ludowości, która mimo naporu niemczyzny (w powiecie nowotomyskim wówczas ponad 30% ludności stanowili Niemcy) zachowała stare obyczaje polskie i z dumą prezentowała je w obliczu przygotowywanego najazdu hitlerowskiego. Wesele Przyprostyńskie dawało możliwość poznania przygranicznej kultury ludowej, roli oraz nośności polskości zawartej w formie strojów ludowych, pieśni i tańców. 
Ślub oraz wesele pary młodej należą do tak zwanego „obrzędu przejścia”, czyli przechodzenia osobnika z jednego stanu w drugi, w tym wypadku przejście dwoje młodych ludzi w stan małżeński. Taki rytuał ma swoje określone funkcje: prawną, magiczno-religijną, ekonomiczną, społeczną, rytualno-obrzędową, ludyczną i zabawową

## Historia
Zespół założony dzięki nauczycielce z Przyprostyni - Antoninie Woźnej, która zainteresowana tamtejszym folklorem chodziła od chaty do chaty, zbierając niezbędne do odtworzenia materiały. Były to między innymi: spódnice, czepce, kurtki, staropolskie buty, chusty. Antonina Woźna pracowała nad gromadzeniem materiału w całym regionie zbąszyńskim, np. przebywała na weselach, w trakcie których zapisywała teksty piosenek, przyśpiewki, wróżby, zagadki, przysłowia, przyglądała się obrzędom i zwyczajom weselnym. Także inni młodzi nauczyciele zajmowali się poszukiwaniem cennych rzeczy z przeszłości.
W 1937 roku na konferencji oświaty gminy Zbąszyń narodził się pomysł utworzenia muzeum regionalnego. Rok później na uroczystości otwarcia muzeum, 20 lutego 1938 roku, po raz pierwszy zostało przedstawione widowisko regionalne pod pierwotną nazwą „Wesele w Przyprostyni”. Antonia Woźna wraz z 28 amatorami przygotowywała się do występu przez kilka miesięcy. Do Przyprostyni przybyli goście z Poznania, którzy zostali do północy, aby uczestniczyć w specjalnie przygotowanym staropolskim wiejskim weselu. Całość spotkała się z entuzjazmem, ponieważ zespół grał naturalnie i gościom zdawało się, że są świadkami prawdziwego wiejskiego wesela. Podczas występu sala była przepełniona i nie wszyscy mieli okazję przyglądać się widowisku. Dlatego powtórzono je jeszcze trzy razy w Przyprostyni. Ówczesna prasa pisała: Propaganda pieśni, tańca, zwyczajów, obrzędów i strojów będzie na zawsze zdobyczą kultury regionalnej Zbąszynia i okolicy. Cel został osiągnięty i za to spotkało autorkę zasłużone uznanie.

### Lata 30.
„Kurier Poranny” z Warszawy pisał: 
Muzeum Regionalne w Przyprostyni przy Zbąszyniu gromadziło nie tylko ciekawe eksponaty z terenu swego powiatu, lecz również powiatów czysto polskich znajdujących się po tamtej stronie granicy. Poza tym zwracają uwagę działy: pamiątek z powstania wielkopolskiego i ubiorów regionalnych; w tym ostatnim wyróżnia się piękny strój z Dąbrówki Wielkiej (Wielkopolskiej), wsi polskiej po stronie niemieckiej liczącej 99% Polaków. Prace około muzeum i wesela chłopskiego dokonuje nauczycielstwo z własnej inicjatywy, bez nakazu z góry. Wniosek, jaki z tego trzeba wysnuć, to nakaz wysyłania do szkół na polskim, zachodnim pograniczu elementu nauczycielskiego jak najbardziej wyrobionego społecznie, jak najbardziej wartościowego. Nauczyciel bowiem w miasteczku lub wsi pogranicznej to nie tylko wychowawca dzieci miejscowych, lecz twórca kultury polskiej.
Następny występ widowiska można było zobaczyć w maju 1938 roku w Wąsowie k. Nowego Tomyśla na „Święcie pieśni”. Następnie w lipcu tego samego roku, „Wesele Przyprostyńskie” zostało sfilmowane na uroczystości w Nowym Tomyślu z okazji wręczenia broni ufundowanej przez obywatelstwo powiatu jako dar dla armii, tzw. FON (Fundusz Obrony Narodowej, 1936-1939). Film wyświetlany był we wszystkich kinach w Polsce, także w Zbąszyniu i Przyprostyni.

### Lata 40. i 50.
Przed i po wojnie Antonina Woźna uczęszczała na kursy w Bystrzycy nad Olzą, Wejherowie i Krakowie. Wraz z zakończeniem drugiej wojny światowej zespół powrócił do występów. Na początku brał udział w Festiwalu Muzyki Ludowej w Zielonej Górze w 1948 roku. Występ ponownie spotkał się z entuzjazmem ze strony widowni oraz prasy. W październiku tego samego roku Instytut Fonograficzny Uniwersytetu im. Adama Mickiewicza nagrał „Wesele Przyprostyńskie” na płyty. Na tę okoliczność zespół przygotował korowód weselny; państwo młodzi, drużbowie, kapela koźlarzy, gospodynie i gospodarze jechali na koniach i w bryczkach. Przed domem weselnym przedstawiono staropolskie zwyczaje, takie jak: przędzenie na kołowrotku czy młócenie cepami
W 1951 roku „Wesele Przyprostyńskie” występowało na centralnych dożynkach w Poznaniu w Parku Kasprzaka, na Winobraniu w Zielonej Górze, otrzymując wyróżnienia oraz gromkie brawa. Przedstawione zostało wówczas: pożegnanie młodej pary, powrót ze ślubu i oczepiny. W latach 1952–1953 zespół występował m.in. w Nowym Tomyślu i Poznaniu nad Rusałką, otrzymując nagrody. W 1955 roku na Centralnych Dożynkach w Warszawie „Wesele” reprezentowało województwo poznańskie. Całość została sfilmowana i puszczona w kinie w Zbąszyniu. Zespół uczestniczył w dożynkach w Warszawie przez kolejne trzy lata. Natomiast w 1958 roku w audycji Telewizji Poznańskiej zespół przedstawił oczepiny wraz z tańcami i piosenkami. „Wesele Przyprostyńskie” sfilmowane było również przez ekipę amerykańską w 1956 roku

### Lata 60. i 70.
W latach 60. zespół występował podczas różnych okazji (np. otwarcie muzeum w historycznej baszcie w Zbąszyniu), dożynkach, świętach (Dzień Nauczyciela, rocznica ruchu ludowego, na 1 Maja, podczas uroczystości związanych z rocznicą powstania Wielkopolskiego). W 1966 i przez kolejne 4 lata na Międzynarodowych Targach Poznańskich. Zespół można było zobaczyć m.in. w Nowym Tomyślu, Dąbrówce Wielkopolskiej, Babimoście, Trzcielu, Strzyżewie, Nowej Wsi, Nądni, Stefanowie czy Zakrzewku. Ważne dla zespołu były audycje radiowe prowadzone w Radiu Poznańskim w programie II czy w Warszawie na programie I. 
Do roku 1978 zespół miał przerwę spowodowaną odejściem pani Antoniny Woźnej na emeryturę. W szkole podstawowej nr 2 w Zbąszyniu założyła zespół, który również występował na różnych uroczystościach. Pani Antonina dzieliła się również swoją wiedzą m.in. w Kole Gospodyń Wiejskich w Chrośnicy czy w Technikum rolniczym w Trzciance. W 1978 roku zespół przywrócił swoją działalność, znalazło się wielu nowych chętnych, aczkolwiek przyjęto tylko 17 nowych par ze względu na brak strojów. Po występie w Nądni na „Biesiadzie koźlarskiej” tego samego roku „Wesele Przyprostyńskie” znowu spotkało się z tryumfem. Recenzja zamieszczona w Biuletynie Informacyjnym Wojewódzkiego domu Kultury w Zielonej Górze była korzystna. Pisano tam między innymi o bogatej oprawie muzycznej oraz poprawnym uwzględnieniu gwary. Jeszcze w 1978 roku zespół występował w Wolsztynie, Zbąszyniu, Przytocznej na Przeglądzie Twórczości Kulturalnej Wsi, Łagowie, Zielonej Górze podczas winobrania, Bytomiu Odrzańskim, Nowym Tomyślu na dożynkach wikliniarsko-chmielowych, Babimoście oraz w Przyprostyni na wiejskiej sali dla wczasowiczów i studentów Uniwersytetu im. Adama Mickiewicza

## Scenariusz
„Wesele Przyprostyńskie” dzieli się na dwa akty. Akt pierwszy podzielony jest na 5 scen: Błogosławieństwo rodziców, Kucharki opowiadają co się dzieje na podwórzu, Przyjazd ze ślubu i życzenia dla państwa młodych, Obiad weselny, Tańce i przyśpiewki. Natomiast akt drugi podzielony jest na 3 sceny: Oczepiny w starej szacie, Dalsze tańce i humorystyczne przyśpiewki, Zakończenie wesela. 
Osoby występujące to: Matka oraz Ojciec weselny, Młoda para: Marysia i Janek, I Drużba jako starosta weselny, I Drużbina, Dalsi drużbowie: II, III, IV, Druhny: I, II, III, IV, Gospodarze: I, II, III, Gospodynie: I, II, III, kucharki: Kasia i Wiktosia oraz Orkiestra koźlarzy (3 osoby): kozioł, skrzypce i klarnet.

### Tańce
- Wiwat – uczestnicy tańca ustawiają się na obwodzie koła twarzami do środka, trzymając się za ręce. W środku koła znajduje się starosta weselny, który częstuje tańczących wódką, dwie tancerki oraz tancerz. Tańczący na obwodzie koła w prawej ręce trzymają baty na krótkim trzonku (nóżka sarnia), w czasie tańca strzelając do taktu. Wszyscy poruszają się krokiem dosuwanym, kilka kroków w lewo, kilka w prawo. Trójka tańcząca w środku tańczy podobnie, z tym że tancerz tańczy raz z jedną, raz z drugą tancerką. Podczas całego układu tancerze wykrzykują: „oj, wesele, oj, wesele”. Po pewnym czasie trójka tańczących ustępuje miejsca inne trójce znajdującej się na zewnętrznym kole.
- Kowol – tańczący stoją na obwodzie koła parami. Tancerki tyłem do środka koła, a tancerze przodem. Podają sobie ręce przeciwlegle. Para trzymając się za ręce podskakuje wyrzucając nogi do przodu. Całość tańczy się na osiem taktów.
- Dupnik – tańczące pary ustawiają się na obwodzie koła twarzami do siebie, tancerki tyłem do środka. Tancerze najpierw kłaniają się i powoli prostują, później obracają się do siebie tyłem i znów kłaniają. Stukają się nawzajem pośladkami, po czym znów obracają do siebie. Całość powtarza się w melodii i tańcu.
- Dookoła – tancerze stoją parami bokiem do środka koła. Tancerz trzyma tancerkę w pół, razem pochylają się do środka koła. Robiąc odpowiednie kroki i podskoki, wykonuje się jeden obrót dokoła osi. Zakończenie tańca stanowi jego przetańczenie w szybkim tempie.
- Wisielok – pary stoją na obwodzie koła przodem do siebie. Tancerz trzyma partnerkę w pół. Tancerka trzyma lewą rękę na prawym boku tancerza. Wszyscy po obwodzie koła tańczą polkę. Zakończenie tańca następuje po kilkakrotnym powtórzeniu i odprowadzeniu tancerek na miejsce.
- Gołąbek – przed dudziarzami ustawia się tancerz lub para, która chce zatańczyć. Trzeba najpierw zaśpiewać piosenkę, po czym tancerz zaprasza tancerkę do tańca. Zachęca ją podskokami i wymachiwaniem ramion. Tancerka przygląda się tancerzowi, po czym ustawia z nim na obwodzie koła bokiem do środka. Partnerka stoi tyłem do kierunku tańca, razem trzymają się za ręce. Po wykonaniu odpowiednich podskoków tańczy się polkę. Na zakończenie tancerz odprowadza tancerkę na miejsce, ściskając jej dłoń i patrząc w oczy z podziękowaniem.
- Wiatrak – tańczą cztery do ośmiu par. Tancerze tworzą gwiazdę, podając sobie lewą rękę. Tancerki w prawej ręce trzymają chusteczkę, którą powiewają. W trakcie tańca partnerki przechodzą pod ramionami tancerzy, tworząc swoje koło. Później łączą się w pary z tancerzami i dalej już tańczą walczyka.
- Lotany – pary stoją na obwodzie koła, tancerze znajdują się w środku. Wszyscy pochylają się mocno do przodu na zgiętych kolanach, ręce zgięte w łokciach i oparte na biodrach W trakcie tańca pary zahaczają o siebie ręce. Koniec następuje po trzykrotnym powtórzeniu 18 taktów i odprowadzeniu tancerek na miejsca.
- Krakowiak wielkopolski – pary stoją obok siebie w dowolnym miejscu sali. Najpierw tańczą razem, a później osobno, raz po raz zerkając na siebie. Gdy tancerka chodzi z założonymi rękami, tancerz wyrzuca na przemian nogi, klaszcząc pod nimi. Później zmienia się swoich partnerów. Oznaką zakończenia tańca jest zwiększenie tempa melodii.
- Całowany – tańczący tworzą koło, trzymając się za ręce. W kole chodzi tancerz, który w ręku trzyma chusteczkę. Powiewa nią na wysokości twarzy wybranej tancerki. Jednakże po chwili podchodzi do innej tancerki. Kiedy w końcu wybierze właściwą, kładzie rozłożoną chusteczkę na ziemi. Tancerka najpierw udaje, że nie chce, po czym klęka na niej. Para obejmuje się ramionami i całuje w policzek. Razem wstają, tancerz wstępuje do koła, tancerka bierze chusteczkę i wybiera nowego partnera. Zakończenie stanowi zwykle oberek lub szybki walczyk.
- Klaskany – pary stoją na obwodzie koła, zwrócone bokiem do środka. Taniec polega najpierw na uderzeniu dłońmi w pierś, później w dłonie partnera, w różnych kombinacjach. Na zakończenie tańczy się szybkiego walczyka lub polkę.
- „Prek ody mnie” – ten taniec wykonują przeważnie zakochane pary. Po zaproszeniu do tańca tworzy się dwa szeregi: dziewcząt i chłopców, którzy stoją naprzeciw siebie. Tańczący śpiewając odsuwają się do tyłu i podkreślają sens słów ruchem ręki. Na zakończenie tańczy się walczyka, po czym odprowadza wybrankę na miejsce[9].

### Spis pieśni
Siodej na wóz, Marsz ślubny, Na borku światło, Za stodółą na murawce, Moja matulinko, Prosili mnie na wesele, Kieliszka nie słychać, Kónik nieborok, Skrzypki ładnie grajam, Szumi olszyna, Goniony, Zalycoł mi się, Zaczynajże ty Dawidzie, Poszła po wodę, Matka mnie tu przysłała, Kowol, Poniedziałek wtorek, Prek ody mnie, Siwy barun, Zasiołażym maryjunki, Pragnum uoczka pragnum, Ściyżka do pszynicy, Ue ty miły rozmarynie, Zrobiliśmy ci Jasińku, Ue jeju jeju, Jakiego żeś sobie, Marysia Marysia, Chłopocy chłopocy, Dziewula konała, Chałupeczka niska, Dopierom się dziś dowiedzioł, Kóżdy za swojum, Jak żym do niej chuodziuł, W sini dół, Kłaniany- dupnik, Jak żem jechoł, Gyś wodą, Któ w niedzielę, Przy dole lipka, Spod z pieca gołumbek, Miotlorz, Miała matka wisieloka, A gdzie się podzioły, Kukułeczka, Moje dzicie, Czymu nie kwitniesz, Musiołby to, Krakowiok wielkopolski, Po Zbąskim Jeziorze, Niebuś i Śliwa, Zostuńcie tu z Bogiem

### Stroje
Stroje regionu zbąszyńsko-babimojskiego dawniej noszone na co dzień i od święta.
- Strój gospodyni: zakładany na niedziele i uroczystości. Składa się on z: czepka przyozdobionego sztucznymi kwiatami, np. niezapominajkami i wstążeczkami w kolorze różowym i niebieskim o wzorach w kwiatki, kółeczka, serduszka, gwiazdeczki. Kolejny element stroju to kaftanik ozdobiony maszynowymi koronkami, z bufiastymi rękawami i wysokim kołnierzykiem. Szeroka spódnica do kostek, z tył pofałdowana z czterech „półek materiału”. Jedwabny fartuszek z falbanką, kolorowymi obszywkami lub z tiulu, ręcznie haftowany w drobne wzory. Strój gospodyni nosiła również młoda dziewczyna w niedzielę.
- Strój druhny: druhna ubierała sukienkę w ciemnym kolorze (po I wojnie trochę jaśniej), przepasaną szeroką wstążką (jasną) z kokardą na boku. Na głowę zakładała wianek ze sztucznych kwiatów z obowiązkowymi trzema różami na przodzie (w środku duża i po bokach mniejsze). Pod koniec XIX i na początku XX wieku również panna młoda była ubrana w ciemną sukienkę, wyróżniając się tym, że nosiła wianek z rozmarynu. Krótko przed I wojną nosiła już białą sukienkę. Zwykle druhny po oczepinach ubierały się w białe sukienki przeplatane niebieską wstążką.
- Strój starszej gospodyni (mężatki): kabat prosty z czarną lub białą koronką w pasiastą spódnicę. Na głowie czepek, a na nim chustka we wzory tureckie, przewiązywana pod brodą. Kolory pasków w pasiakach spódnicy uporządkowane są według wzoru: 1 – czerwony, czarny, zielony i bordo, 2 – czerwony, czarny, zielony i fioletowy, 3 – czerwony, czarny, zielony i niebieski. Pasiaki te wyrabiano ręcznie, nici lniane i wełnę owczą przędzono na kołowrotkach, po czym farbowano i tkano na krosnach.
- Strój babki: składał się z tak zwanej kopki przepasanej jedwabnicą, pasiaka, fartuszka, kabata oraz małego czepka. Pod suknią noszono tak zwaną piekielnicę, czyli spódnicę z czerwonej flaneli obszytą czarną tasiemką lub własnoręcznie wyszytą w dolnej części czarną włóczka w ząbki. Na nogach natomiast nosiły czarne pończochy i sznurowane czarną tasiemką niskie trzewiki.
- Starszy gospodarz: ubierał się w sukmanę, zazwyczaj koloru granatowego lub czarnego. Była ona fałdowana z tyłu, a w pasie miała dwa guziki. Pod spodem noszono kurtkę z wyłogami. Była ona koloru czerwonego, później zaczęto nosić kratę w pastelowych kolorach. Na koszulę wkładano „podkoszulec” z kołnierzykiem. Natomiast krawat zastępowała szara jedwabnica wiązana w kokardę pod szyją.
- Pan młody: nosił białą jedwabnicę, drużbowie jedwabnice kolorowe (na przykład niebieskie, zielone lub amarantowe) ze szlakiem we wzory. Młodzi chłopcy ubierali kraciaste lub czerwone kurtki z białymi guzikami. Buty natomiast czarne, skórzane, wysokie na wyższym obcasie. Na głowie nosili czarne kapelusze, a starsi gospodarze maciejówki, znane również pod nazwą poznanianki. Starsi gospodarze ubierali się podobnie, z tą różnica, że na białą koszulę, której rękawy były zawijane do łokcia, wkładali czarną kamizelkę. Tak ubierali się na niedzielę i święta[11].